# Kluiverth Aguilar
Kluiverth Miguel Aguilar Díaz (Lima, Perú, 5 de mayo de 2003) es un futbolista peruano. Juega como lateral derecho y su equipo actual es el Lommel S. K. de la Challenger Pro League de Bélgica.

## Trayectoria

### Regatas Lima
Inició su formación como futbolista en el Regatas Lima.

### Sporting Cristal
En el 2018 se va al Sporting Cristal, donde se queda hasta que la selección peruana sub-17 lo convoca para entrenar junto con los demás convocados y disputar partidos de preparación para el Campeonato Sudamericano de Fútbol Sub-17 de 2019.

### Alianza Lima
A mediados del 2019, contra todo pronóstico  el Alianza Lima se hace del jugador de Sporting Cristal donde firma su primer contrato como futbolista profesional. A pesar de llegar con 15 ( casi 16) años y medio, no se suma al equipo de su categoría, el sub-16, sino que va y entrena inmediatamente con el equipo de reserva a pedido del entrenador, donde se perfila como el titular por esa banda. Al terminar el Torneo Apertura 2021, Aguilar dejó el club blanquiazul para poder integrarse al Lommel belga.  

### Lommel SK
En abril de 2020 el grupo empresarial City Football Group, adquirió los derechos del jugador desembolsando la suma de US$ 2.5 millones. En la temporada 2021 se unió al Lommel SK de Bélgica.
Su debut con el club belga se dio en 10 de julio, en la derrota 2-1 en el partido amistoso contra el Beerschot de la Primera División de Bélgica, con Aguilar jugando todo el primer tiempo. El 27 de octubre Aguilar disputó su segundo partido en la temporada. Antes lo hizo en el enfrentamiento ante el Virton por la cuarta jornada de la Primera División B de Bélgica. En aquel cotejo ingresó a los 59 minutos sustituyendo a Rafik Belghali. Desde que llegó a Bélgica, el jugador se ha ido adaptándose de a pocos al ritmo del balompié europeo. Esto lo llevó a ser relegado en varias jornadas por el torneo local.

## Selección nacional
Ha sido internacional con la Selección de fútbol sub-17 del Perú en 9 ocasiones. Fue seleccionado por Carlos Silvestri para disputar el Campeonato Sudamericano de Fútbol Sub-17 de 2019 a realizarse en Perú. Para disputar este torneo, se disputaron más de 30 partidos amistosos, entre los que se incluye la Copa UC de Chile; torneo que ganó anotando en la final contra el organizador Universidad Católica de Chile Fue citado al Campeonato Sudamericano Sub-20 de 2023.

## Estadísticas

### Clubes
Actualizado al último partido disputado el 5 de abril de 2025.
| Club                   | Div.          | Temporada     | Liga  | Liga  | Liga   | Copas nacionales | Copas nacionales | Copas nacionales | Copas internacionales | Copas internacionales | Copas internacionales | Total | Total | Total  |
| Club                   | Div.          | Temporada     | Part. | Goles | Asist. | Part.            | Goles            | Asist.           | Part.                 | Goles                 | Asist.                | Part. | Goles | Asist. |
| ---------------------- | ------------- | ------------- | ----- | ----- | ------ | ---------------- | ---------------- | ---------------- | --------------------- | --------------------- | --------------------- | ----- | ----- | ------ |
| Alianza Lima · Perú    | 1.ª           | 2019          | 7     | 0     | 0      | —                | —                | —                | 0                     | 0                     | 0                     | 7     | 0     | 0      |
| Alianza Lima · Perú    | 1.ª           | 2020          | 18    | 2     | 1      | —                | —                | —                | 2                     | 0                     | 0                     | 20    | 2     | 1      |
| Alianza Lima · Perú    | 1.ª           | 2021          | 8     | 0     | 0      | —                | —                | —                | —                     | —                     | —                     | 8     | 0     | 0      |
| Alianza Lima · Perú    | Total club    | Total club    | 33    | 2     | 1      | 0                | 0                | 0                | 2                     | 0                     | 0                     | 35    | 2     | 1      |
| Lommel S. K. · Bélgica | 2.ª           | 2021-22       | 3     | 0     | 0      | 2                | 0                | 0                | Inexistentes          | Inexistentes          | Inexistentes          | 5     | 0     | 0      |
| Lommel S. K. · Bélgica | 2.ª           | 2022-23       | 4     | 0     | 0      | —                | —                | —                | Inexistentes          | Inexistentes          | Inexistentes          | 4     | 0     | 0      |
| Lommel S. K. · Bélgica | 2.ª           | 2023-24       | 32    | 1     | 2      | 0                | 0                | 0                | Inexistentes          | Inexistentes          | Inexistentes          | 32    | 1     | 2      |
| Lommel S. K. · Bélgica | 2.ª           | 2024-25       | 17    | 0     | 1      | 1                | 0                | 0                | Inexistentes          | Inexistentes          | Inexistentes          | 18    | 0     | 1      |
| Lommel S. K. · Bélgica | Total club    | Total club    | 56    | 1     | 3      | 3                | 0                | 0                | 0                     | 0                     | 0                     | 59    | 1     | 3      |
| Total carrera          | Total carrera | Total carrera | 89    | 3     | 4      | 3                | 0                | 0                | 2                     | 0                     | 0                     | 94    | 3     | 4      |

### Selección nacional
| Categoría     | Temporada       | Amistosos | Amistosos | Amistosos | Campeonatos nacionales | Campeonatos nacionales | Campeonatos nacionales | Campeonatos internacionales | Campeonatos internacionales | Campeonatos internacionales | Total | Total | Total  |
| Categoría     | Temporada       | Part.     | Goles     | Asist.    | Part.                  | Goles                  | Asist.                 | Part.                       | Goles                       | Asist.                      | Part. | Goles | Asist. |
| ------------- | --------------- | --------- | --------- | --------- | ---------------------- | ---------------------- | ---------------------- | --------------------------- | --------------------------- | --------------------------- | ----- | ----- | ------ |
| Sub-17 · Perú | 2018            | -         | -         | -         | -                      | -                      | -                      | 0                           | 0                           | 0                           | 0     | 0     | 0      |
| Sub-17 · Perú | 2019            | -         | -         | -         | 9                      | 0                      | 0                      | 0                           | 0                           | 0                           | 9     | 0     | 0      |
| Sub-17 · Perú | Total selección | -         | -         | -         | 9                      | 0                      | 0                      | 0                           | 0                           | 0                           | 9     | 0     | 0      |
| Sub-23 · Perú | 2020            | -         | -         | -         | 1                      | 0                      | 0                      | 0                           | 0                           | 0                           | 1     | 0     | 0      |
| Sub-23 · Perú | Total selección | -         | -         | -         | 1                      | 0                      | 0                      | 0                           | 0                           | 0                           | 1     | 0     | 0      |
| Sub-20 · Perú | 2020            | 2         | 0         | 0         | -                      | -                      | -                      | 0                           | 0                           | 0                           | 2     | 0     | 0      |
| Sub-20 · Perú | 2022            | 5         | 0         | 0         | 0                      | 0                      | 0                      | 0                           | 0                           | 0                           | 5     | 0     | 0      |
| Sub-20 · Perú | 2023            | 1         | 0         | 0         | 4                      | 0                      | 0                      | 0                           | 0                           | 0                           | 5     | 0     | 0      |
| Sub-20 · Perú | Total selección | 8         | 0         | 0         | 4                      | 0                      | 0                      | 0                           | 0                           | 0                           | 12    | 0     | 0      |
| Total carrera | Total carrera   | 8         | 0         | 0         | 14                     | 0                      | 0                      | -                           | -                           | -                           | 22    | 0     | 0      |

## Palmarés

### Torneos cortos
| Título          | Club         | País | Año  |
| --------------- | ------------ | ---- | ---- |
| Torneo Clausura | Alianza Lima | Perú | 2019 |

### Títulos nacionales
| Título                    | Club         | País | Año  |
| ------------------------- | ------------ | ---- | ---- |
| Primera División del Perú | Alianza Lima | Perú | 2021 |

## Vida personal
Kluiverth contrae una relación con Ana Lucía Núñez, con quien tiene un hijo, nacido en el 2021.